# علم الآثار الثقافي التاريخي

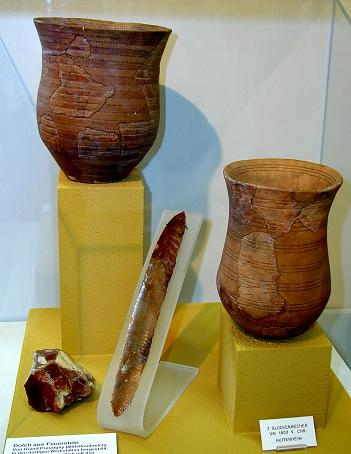

علم الآثار الثقافي التاريخي هو منهج انتشاري داخل نظريات علم الآثار ، كان سائدًا في أواخر القرن التاسع عشر وأوائل القرن العشرين خاصة. وهو لا يزال له اتباع اليوم. وهو يقوم على فهم محدد للثقافة وتمثل الهجرة الخطوط الرئيسية للتفسير فيه.
يصف مصطلح علم الآثار الثقافي التاريخي السعي لكتابة تاريخ الثقافات الأثرية من خلال تتبع هجرات هذه الثقافات. في الماضي، جرى ربط هذه الثقافات مع الشعوب وكانت مرتبطة ارتباطًا وثيقًا بالإيديولوجيات القومية. اليوم هو إحدى مناهج الفهم والتفسير المحتملة بين الكثير من المناهج. 

## مقدمات
يقوم المنهج الثقافي التاريخي على افتراضين أساسيين يعتمدان على بعضهما البعض. من ناحية ، مفهوم مبدأ الابتكار الانتشاري ومن ناحية أخرى على الثقافة الأثرية التي يجري تطبيق الانتشار عليها.
يصف الانتشار نموذج أحادي السببية لتوزع سمات معينة للثقافات. وفقًا لهذا النموذج، لا يمكن تفسير توزيع السمات إلا من خلال نشر هذه السمات. ووفق الانتشار فإن ابتكار سمات معينة شديد الارتباط بالبيئة المحيطة بحيث لا يمكن أن يحدث هذا لابتكار إلا مرة واحدة وفي مكان واحد. ثم تنتشر هذه السمات من هذا المكان. ويستبعد هذا النموذج التوضيحي إمكانية أن يتم الابتكار نفسه في مكانين مختلفين. 
تصف الثقافة الأثرية مجموعة من السمات تحدث معًا في الثقافة المادية، إلا أن هذه ليست سوى تصنيف تحليلي. ومع ذلك ، فإن المنهج الثقافي التاريخي يسعى لمطابقة الثقافات الأثرية مع الشعوب. 

## تاريخ البحث
تشكل الانثروبوغرافيا الذي طورها الأثنولوجي فريدريش راتزل في ثمانينيات القرن التاسع عشر. أساس منهج علم الآثار الثقافي التاريخي، إذ ترفض الانثروبوغرافيا الابتكارات المستقلة وبدلاً من ذلك تفترض الانتشار الصارم. في هذا الصدد ، يختلف المنهج بوضوح عن النماذج التطورية الثقافية في أوائل القرن التاسع عشر . 
في مطلع القرنين التاسع عشر والعشرين ، درس مونتليوس Oscar Montelius بعض الأنماط التطورية في الثقافة المادية للعصر الحجري الحديث والعصر البرونزي باستخدام المنهج التنميطي .  وجد أن الثقافة المادية في جنوب شرق أوروبا بدت متقدّمة دائمًا أكثر من شمال أوروبا. لشرح هذه الظاهرة ، لجأ إلى فرضية الانتشار وأصبح ممثلاً لمدرسة النور من الشرق (Ex oriente lux ). قبلت الغالبية العظمى من علماء الآثار هذا الخط الفكري الانتشاري الجديد. وصارت المدرسة التطورية أقل أهمية.  
انتقد عالم الآثار الألماني كوسينا Gustav Kossinna أفكار مونتليوس بشكل خاص لتقييمه لشمال أوروبا باعتبارها مناطق نائية وغير قادرة على الابتكار. بالنسبة لكوسينا ، لم يكن أصل الحضارة في الشرق ، ولكن في شمال أوروبا. ويستند هذا الافتراض إلى تفكيره العنصري القومي العميق. من حيث المنهج ، ربط فكرته عن العرق بسمات ثقافية معينة. لذلك افترض أنه يمكن تتبع القبائل الجرمانية والسلاف وما إلى ذلك في الماضي باستخدام الأواني الفخارية النمطية الخاصة بهم. ثم كتب تصورًا مضادًا اسماه النور من الشمال (Ex septentrione lux ) يعارض فيه أفكار مدرسة النور من الشرق ، وهو يرى أن الحضارة جاءت من الشمال مع الجرمان.  
طور عالم الآثار الأسترالي جوردون تشايلد ، الذي كان يُدرّس في لندن ، مفهومه الثقافي الخاص بشكل صريح باستخدام منهج كوسينا.  حاول تشايلد التحايل على الأسس العنصرية جاعلًا الثقافة الأثرية كأداة تحليلية. تبع ذلك مرحلة استندت فيها التفسيرات الأثرية بشكل حصري تقريبًا على فكرة انتنشارية الثقافات الأثرية.
تعاملت تقاليد البحث المختلفة بشكل مختلف مع منهج علم الآثار الثقافي التاريخي. مع بينفورد Lewis Binford  شهد علم الآثار الناطق باللغة الإنجليزية نقلة نوعية نحو علم الآثار الجديد . لم يعد الانتشار يستخدم كتعليل لأنماط توزيع معينة للثقافة المادية.   في ألمانيا ، حاول العديد من علماء الآثار ، مثل إرغارس Eggers ،  التخلص من إرث كوسينا القومي ، وقبل كل شيء ، بدأوا في اختبار دلائل منهجه. إلا أن تجارب تسخير المعارف للعقائد في زمن النازية أدت إلى رفض الإيديولوجية الصريحة ، وبالتالي تم تأسيس «عداء نظري» في ألمانيا لفترة طويلة.  اليوم ، تعتبر الهجرة مجرد تفسير محتمل ولم تعد نمطًا عالميًا للتفسير.  في العديد من البلدان ، لا يزال منهج علم الآثار الثقافي التاريخي هو الشكل السائد للنظريات الآثرية، وهوه هنا في الغالب منهج علم آثار قومي يستخدم الإرث المادي لتصوير قوميته على أنها ثقافة متفوقة. 

## انتقاد
ينتقد لويس بينفورد منهج علم الآثار الثقافي التاريخي لرؤيته غير المتمايزة للقايا الأثرية عندما يعيد بناء هجرات الثقافات الأثرية. يقترح بينفورد نهج نظري منظم من خلال تقسيم للقايا الأثرية إلى نظم فرعية مختلفة وتحليلها أولاً بشكل منفصل،  ما يقدم صورة أكثر تعقيدًا للثقافات.
ينتقد تريغر Bruce Trigger الفهم الصارم للابتكار في منهج علم الآثار الثقافي التاريخي. وبما أن الهجرة كانت تُفهم على أنها النموذج التوضيحي الوحيد ، فإن التغيير يأتي دائمًا من خارج المجتمع، إذ لم يُنظر إلى التغيير الداخلي على أنه تفسير محتمل. 

## المؤلفات
- رينهارد بيرنبيك : نظريات في علم الآثار. أ. فرانك فيرلاغ ، توبنغن وبازل 1997 ، ISBN 3-7720-2254-5 .
- لويس ر. بينفورد : علم الآثار مثل الأنثروبولوجيا في: العصور الأمريكية ، المجلد .28 ، رقم 2. 1962 ، ص.217-222.
- هانز يورجن إيجرز : مقدمة إلى عصور ما قبل التاريخ. سكريبفاز-فيرلاغ ، برلين 2010 ، ISBN 978-3-931278-54-0 . (نُشرت الطبعة الأولى عام 1959)
- جوستاف كوسينا : عصور ما قبل التاريخ الألمانية. علم وطني ممتاز. يوهان أمبروسيوس بارث فيرلاج ، لايبزيغ 1941 (ظهرت الطبعة الأولى في عام 1912)
- أوسكار مونتيليوس : الفترات الثقافية القديمة في الشرق وأوروبا. المجلد 1: الطريقة. نشر ذاتيًا ، ستوكهولم 1903.
- نيلس مولر شيسيل: الناس والفضاء: نظريات اليوم وتطبيقاتها. In: Tübingen Archaeological Paperbacks، Volume 10. 2013، pp.101–138.
- كولين رينفرو : قبل الحضارة: ثورة الكربون المشع وعاصمة أوروبا ما قبل التاريخ ، لندن 1973.
- بروس ج.تريجر : تاريخ الفكر الأثري. مطبعة جامعة كامبريدج ، كامبريدج 1999 ، ISBN 0-521-32878-0 . (نشرت الطبعة الأولى في عام 1989)
- أولريتش فيت : غوستاف كوسينا وف.جوردون تشايلد . مقاربات الأساس النظري لما قبل التاريخ In: Saeculum ، Vol.35 العدد 3 - 4. 1984 ، ص 326-364. ( عبر الإنترنت )
- أولريش فيت: فوائد وعيوب نظرية الآثار: تعليقات على المناقشة الأخيرة باللغة الألمانية. في: عرض الحائط. منشور تذكاري لمانفريد كورمان. 2002 ، ص 37-55.

## هوامش
1. ↑  Trigger:  A History of Archaeological Thought. 1999, S. 148–205.
2. 1 2  Trigger:  A History of Archaeological Thought. 1999, S. 150–155.
3. ↑  Trigger:  A History of Archaeological Thought. 1999, S. 161–174.
4. ↑  Montelius: Die älteren Kulturperioden im Orient und in Europa. Band 1: die Methode. 1903.
5. ↑  Trigger:  A History of Archaeological Thought. 1999, S. 157–158.
6. ↑  Renfrew: Before civilization: the radiocarbon revolution and prehistoric Europe 1973, S. 36–37.
7. ↑  Trigger:  A History of Archaeological Thought. 1999, S. 163–167.
8. ↑  Kossinna: Die deutsche Vorgeschichte. Eine hervorragende nationale Wissenschaft. 1941.
9. ↑  Veit: Gustaf Kossinna und V. Gordon Childe. Ansätze zu einer theoretischen Grundlegung der Vorgeschichte. 1984, 326–364
10. ↑  Binford: Archaeology as Anthropology. 1962.
11. ↑  Trigger: A History of Archaeological Thought. 1999, S. 294–296.
12. ↑  Bernbeck: Theorien in der Archäologie. 1997, S. 34–36.
13. ↑  Eggers: Einführung in die Vorgeschichte. 2010, S. 199–254.
14. ↑  Veit: Vom Nutzen und Nachteil der Theorie für die Archäologie: Anmerkungen zur jüngeren deutschsprachigen Diskussion 2002, S. 49.
15. ↑  Müller-Scheeßel: Mensch und Raum: Heutige Theorien und ihre Anwendung. 2013, S. 105–109 und 132–125
16. ↑  Trigger:  A History of Archaeological Thought. 1999, S. 174.
17. ↑  Binford: Archaeology as Anthropology. 1962, S. 217–220.
18. ↑  Trigger:  A History of Archaeological Thought. 1999, S. 206.